# فريدريك أوربن باور
فريدريك أوربن باور (بالإنجليزية: Frederick Orpen Bower)‏ (4 نوفمبر 1855–11 أبريل 1948) عالم نبات إنجليزي.